# Bani, Burkina Faso
Bani là một tổng Séno (tỉnh) ở phía bắc Burkina Faso. Dân số năm 2006 là 59.452 người. Thủ phủ là thị xã Bani.

## Các thị xã và làng xã
Adoudié, Alalel, Amsia, Babirka-Mango, Babirka-Ouro-Demoa, Babirka-Ouro-Esso, Babirka-Ouro-Sory, Babirka-Tangassouka, Bamguel, Bamloye, Bayeldiaga, Binderé, Bomboel, Bouna, Bouo, Dalinga, Debere-Diouldé, Dianalaye, Diatou, Diouga, Fidialaré, Gangaol, Gassel, Gorouel-Kadje, Gorouol-Kolle, Goundere, Guidere, Kallo, Karegoussi, Karga, Lamdamaol, Lerel, Loutougou, Modjouma, Monga, Ourfare-Djouma, Ouro-Belco, Ouro-Hoyendé, Ouro-Sambo, Ouro-Tiaguel, Pagalaga, Petareobe, Seno-Sofare, Solsala, Tchelel, Terbiel, Tiabia, Tialel, Tialol-Tiope, Tibilindi, Tiguibamloye, Tiombiel, Windé-Daké, Windé-Djibairou và Windé-Gnebe.